# Hanna Reitsch
Hanna Reitsch (uttal: /raitʃ/), född 29 mars 1912 i Hirschberg, död 24 augusti 1979 i Frankfurt am Main, var en tysk test- och stridspilot. Hon blev under 1930-talet den ledande kvinnliga flygaren i Tyskland och slog ett antal europeiska flygrekord. Reitsch dekorerades med Järnkorset av första klassen.

## Biografi

### Bakgrund
Hanna Reitsch föddes den 29 mars 1912 i Hirschberg i tyska Provinsen Schlesien (nuvarande Jelenia Góra i Polen).

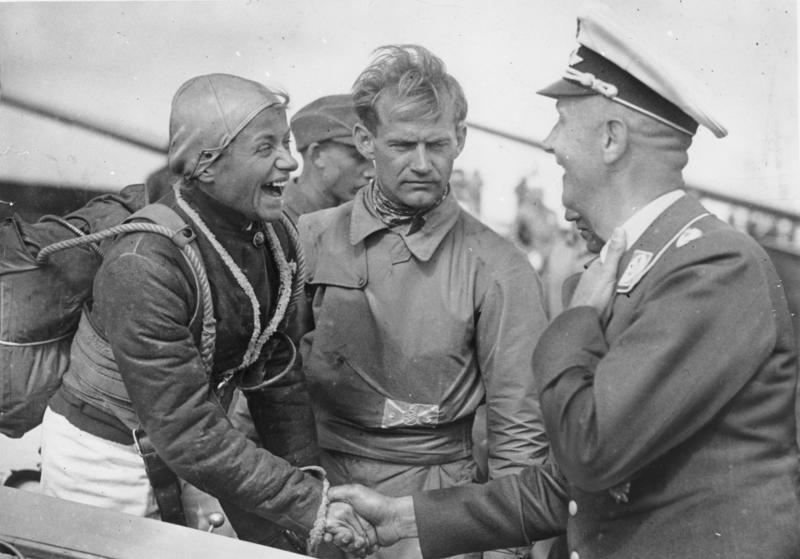
Hanna Reitsch vid Wasserkuppe, 1936.

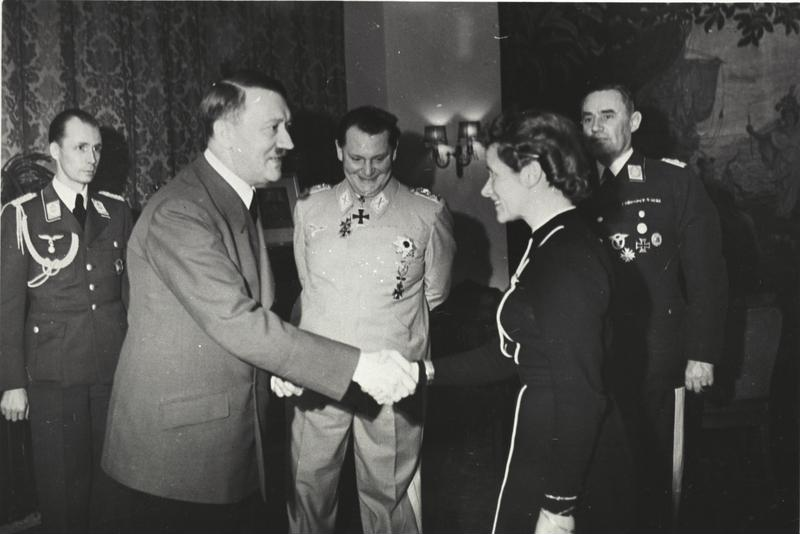
Adolf Hitler överräcker järnkorset till Reitsch i mars 1941. Hermann Göring står i mitten.

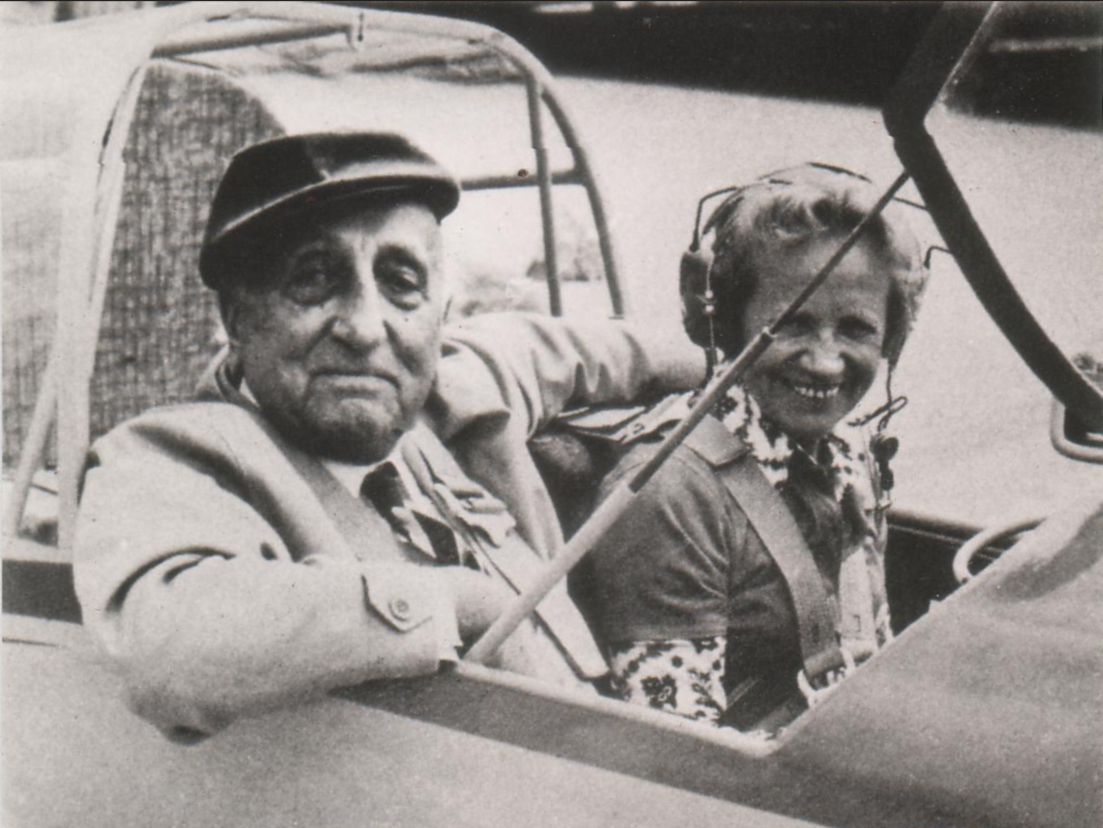
Hanna Reitsch 1968, med Karl Ritter regissör och flygare.

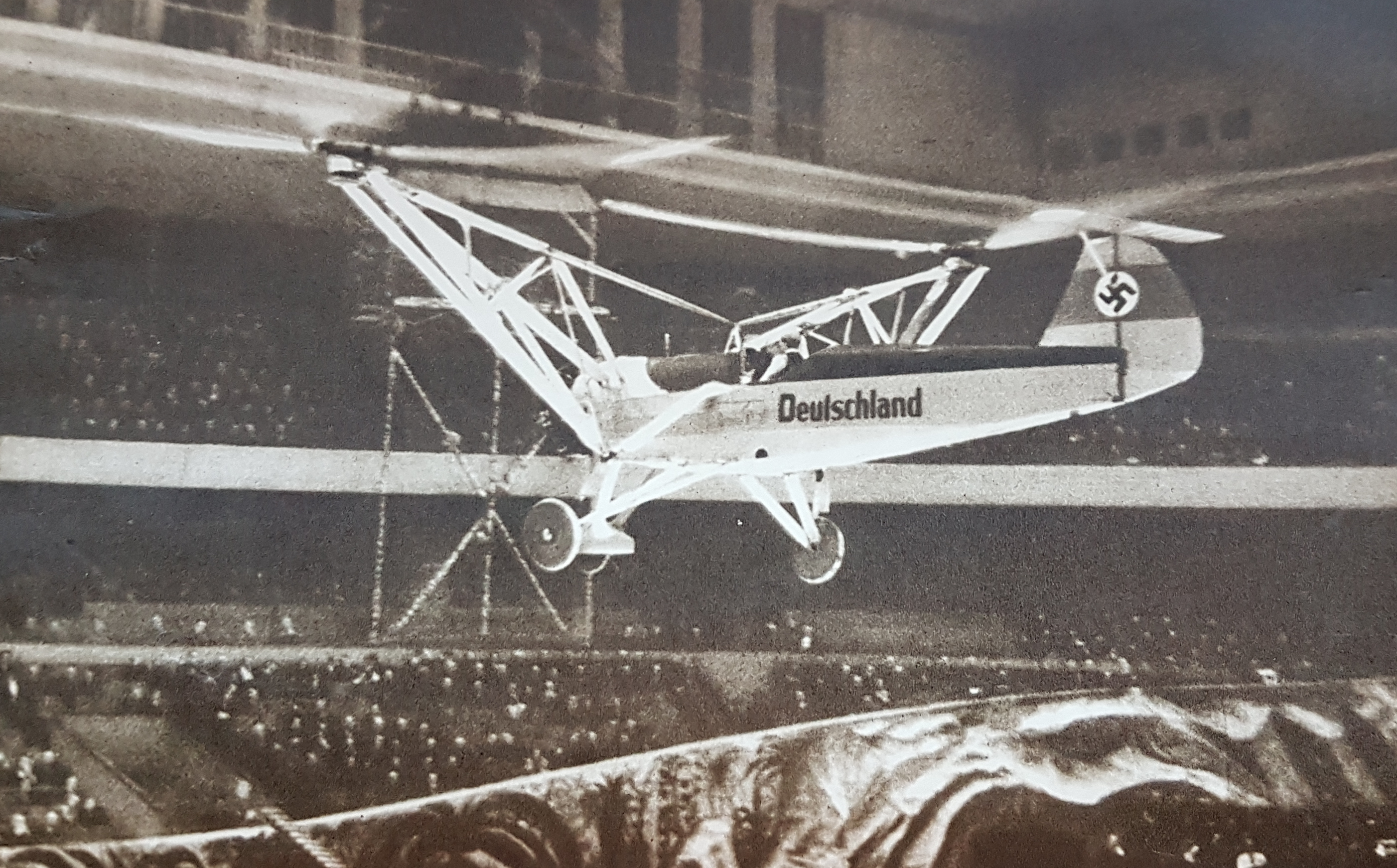
Hanna Reitsch flyger i Deutschlandhalle

Reitsch var en av de ledande kvinnliga flygarna i Tyskland under 1930-talet. Hon var den första tyska kvinnliga testpiloten och flög 1936 bland annat sjöflygplanet Seeadler. Den oförvägna och skickliga Reitsch utnämndes 1937 till testpilot i det då nybildade tyska flygvapnet, och februari 1938 demonstrerade hon (i Deutschlandhalle) den första fullt kontrollerbara helikoptern, en Focke-Wulf Fw 61. Helikoptern hade första gången testflugits året före.

### Under andra världskriget
För sina testflygningar av raketplanet Messerschmitt Me 163 fick hon 1941 motta Järnkorset ur Adolf Hitlers hand. Hon var även testpilot för prototypen till den jetdrivna V-1-roboten.
Hanna Reitsch var mot slutet av kriget initiativtagare till en pilotstyrka för självmordsuppdrag, där hon deltog som enda kvinnliga medlem. Självmordsuppdragen kom dock aldrig att genomföras.
Reitsch beundrades av nazistpartiet och var en av få kvinnor som nådde en framträdande position i Tredje riket. Hon tillbringade i slutet av april 1945 flera dagar i Adolf Hitlers bunker och var 28 april en av de sista som såg Adolf Hitler vid liv. Hon flög därefter det sista planet från det inringade Berlin.
Därefter tillfångatogs Hanna Reitsch av den amerikanska armén och hölls i internering under hela 15 månaders tid, bland annat för att hon inledningsvis troddes ha flugit Hitler ut ur Berlin. Under fängelsetiden gav hon en detaljerad redogörelse om det "fullständiga sammanbrott" av Hitlers personlighet som hon hade bevittnat under sina dagar i bunkern.

### Efter andra världskriget
Åren 1962–1966 ledde Reitsch den statliga glidflygningsskolan i Accra i Ghana. 1972 övergav hon sitt tyska medborgarskap och blev österrikisk medborgare. Hon avled den 24 augusti 1979 i Frankfurt am Main, Tyskland.

## Meriter och utmärkelser
Reitsch var den första kvinnliga tyska testpiloten och var därmed första kvinna som styrde ett antal flygplansvarianter, inklusive helikopter, jetplan och raket. Hon slog ett 40-tal uthållighets- eller höjdrekord för flygplan med eller utan motor. Hon var den första person att flyga ett glidflygplan över Alperna, och hennes sista glidflygningsrekord sattes i USA så sent som 1979. Reitsch dekorerades med Järnkorset av både första och andra klassen. Endast två kvinnor har enligt uppgift tilldelats Järnkorset av första klassen: Reitsch och Melitta Schenk von Stauffenberg; enligt den tyske historikern Ernst Klee samt Nationalencyklopedin var Reitsch dock enda kvinnliga mottagare av Järnkorset.
I två TV-intervjuer 1972 och 1976 framträdde hon i kläder där två små järnkors var väl synliga. Hennes insatser före och under andra världskriget motiverade hon dock som tysk (till skillnad från nazistisk) patriotism.

## Populärkultur
I filmen Undergången från 2004 porträtteras Hanna Reitsch av Anna Thalbach.